# Чхеидзе, Резо Давидович
Резо́ (Рева́з) Дави́дович Чхеи́дзе (груз. რეზო (რევაზ) დავითის ძე ჩხეიძე; 8 декабря 1926, Кутаиси — 3 мая 2015, Тбилиси) — советский, грузинский кинорежиссёр, актёр, сценарист, продюсер, педагог; народный артист СССР (1980), лауреат Ленинской премии (1986).

## Биография
Родился 8 декабря 1926 года в Кутаиси (Грузия).
В 1943—1946 годах учился на режиссёрском факультете Тбилисского театрального института им. Ш. Руставели. В 1953 году окончил режиссёрский факультет ВГИКа (мастерская М. Ромма).
С 1953 года — режиссёр киностудии «Грузия-фильм», с 1973 — директор этой студии.
В 1953 году поставил по своему сценарию документальный фильм «Борис Пайчадзе» об известном футболисте Б. С. Пайчадзе. В 1953—1954 годах вместе с Тенгизом Абуладзе снял несколько документальных картин.
В 1955 году совместно с Т. Абуладзе снял фильм «Лурджа Магданы». В 1956 году фильм был удостоен Специального упоминания на конкурсе короткометражных фильмов Каннского кинофестиваля как «Лучший фильм с вымышленным сюжетом», став первой за долгое время советской картиной, получившей признание на крупном западном кинофестивале.
С 1974 года преподавал в Тбилисском театральном институте им. Ш. Руставели (заведующий киноотделением института, профессор).
Член Союза кинематографистов Грузинской ССР. В 1963—1981 годах — секретарь Союза кинематографистов Грузинской ССР.
Член КПСС с 1958 года. Депутат Верховного Совета СССР 9—10-го созыва. После обретения Грузией независимости был одним из самых известных критиков Михаила Саакашвили и его политики.
Умер 3 мая 2015 года на 89-м году жизни в Тбилиси. Похоронен в Дидубийском пантеоне.

### Семья
- Отец — Давид Чхеидзе (псевдоним — Диа Чианели) (1890—1937), писатель, общественный деятель, был председателем Союза писателей Западной Грузии и несколько лет проработал директором Кутаисского театра. В 1937 году был репрессирован.
- Дочь — Тамрико Чхеидзе (1960), грузинский общественный деятель, одна из организаторов демонстраций в Грузии в 1978 году.
- Сын — Бидзина Чхеидзе (1951), кинорежиссёр, в 1977 окончил режиссёрский факультет ВГИКа (мастерская С. Герасимова и Т. Макаровой).

## Звания и награды

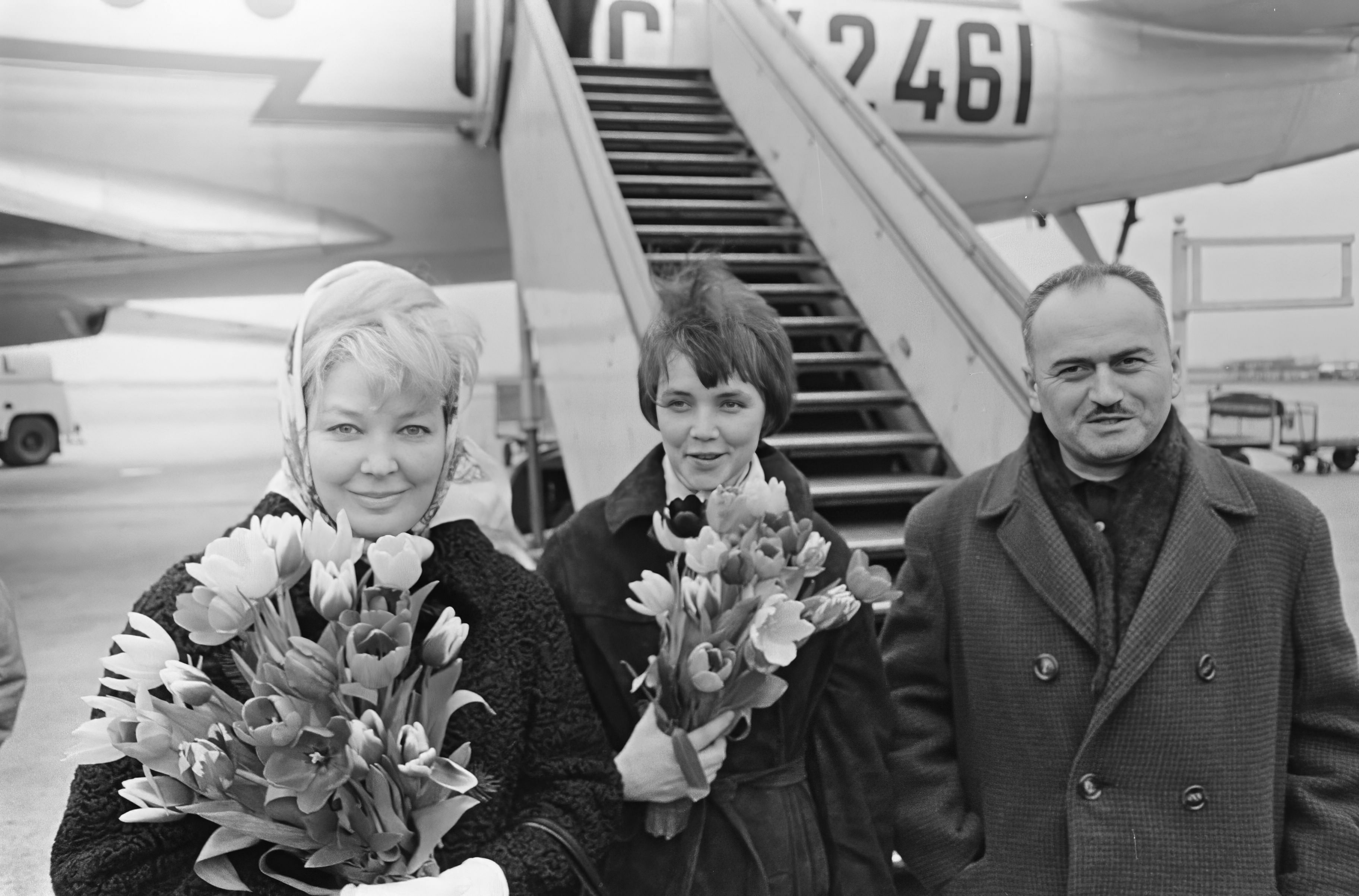
Ирина Скобцева, Лилиана Алёшникова и Резо Чхеидзе. 1966 год

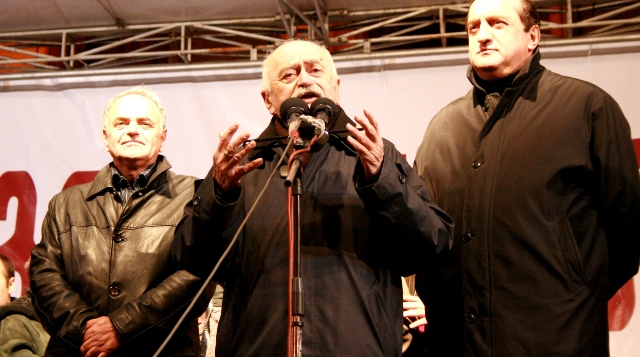
Резо Чхеидзе на митинге в Тбилиси. 2009 год

- Народный артист Грузинской ССР (1966)[6]
- Народный артист СССР (1980)
- Ленинская премия (1986, за фильм «Твой сын, Земля», в 1991 отказался от неё)
- Премия Ленинского комсомола Грузинской ССР (1969, за фильмы «Отец солдата» и «Ну и молодёжь!»)
- Орден Чести (2001)[7]
- Орден Чести (1996)[7]
- Орден Ленина
- Два ордена «Знак Почёта» (1958 и 1966)
- Орден Трудового Красного Знамени
- Медали
- МКФ в Каннах (Специальное упоминание на конкурсе короткометражных фильмов как «Лучший фильм с вымышленным сюжетом», фильм «Лурджа Магданы», 1956)
- МКФ в Эдинбурге (Почётный диплом, фильм «Лурджа Магданы», 1956)
- МКФ в рамках Всемирного фестиваля молодёжи и студентов (Золотая медаль (в разделе фильмов, созданных молодыми кинематографистами), 1957, Москва)
- МКФ в Дели (Большой приз, фильм «Клад», 1961)
- МКФ в Корке (Специальный приз жюри, фильм «Отец солдата», 1964)
- МКФ в Салониках (Премия за лучший иностранный фильм года, фильм «Отец солдата», 1965)
- МКФ в Сан-Франциско (Почётный диплом, фильм «Отец солдата», 1965)
- МКФ-кинообозрение «Капитолийский Юпитер» в Риме (Премия «Капитолийский Юпитер», фильм «Отец солдата», 1966)
- ВКФ (Премия за режиссуру, фильм «Саженцы», Алма-Ата, 1973)
- МКФ в Москве (Почётный диплом, фильм «Саженцы», 1973)
- ВКФ (Главный приз, Приз театрального общества Литовской ССР, фильм «Твой сын, Земля», Вильнюс, 1981)
- ОКФ «Киношок» в Анапе (Приз «За мужество и достоинство в профессии „Госпожа Удача“ им. Павла Луспекаева», 2001)
- МКФ «Золотой Витязь» (Золотая медаль имени С. Ф. Бондарчука «За выдающийся вклад в кинематограф», 2002)
- МКФ в Москве (Приз за вклад в мировой кинематограф, 2009)
- Фестиваль российского кино «Московская премьера» (Приз за вклад в развитие культуры, 2011)[8]
- X МКФ военно-патриотического фильма им. С. Ф. Бондарчука «Волоколамский рубеж» (Приз Оргкомитета «За выдающийся вклад в развитие кинематографа», Россия, 2013)[9]
- Звание «Посол мира» (2010)
- Почётный гражданин Тбилиси (2001)[10]

## Фильмография

### Режиссёр
- 1953 — Борис Пайчадзе (документальный)
- 1953 — Дмитрий Аракишвили (документальный) (совм. с Т. Абуладзе)
- 1954 — Государственный ансамбль народного танца Грузии (документальный) (совм. с Т. Абуладзе)
- 1954 — Наш дворец (документальный) (совм. с Т. Абуладзе)
- 1955 — Лурджа Магданы (совм. с Т. Абуладзе)
- 1956 — Наш двор
- 1959 — Майя из Цхнети
- 1961 — Клад
- 1962 — Морская тропа
- 1964 — Отец солдата
- 1969 — Ну и молодёжь!
- 1972 — Саженцы
- 1980 — Твой сын, Земля
- 1988 — Житие Дон Кихота и Санчо
- 2008 — Свеча с гроба Господня (совм. с А. Джугели)

### Сценарист
- 1953 — Борис Пайчадзе[11] (документальный)
- 1980 — Твой сын, Земля (совм. с С. Жгенти)
- 1988 — Житие Дон Кихота и Санчо (совм. с С. Жгенти, М. Суаресом)
- 2008 — Свеча с гроба Господня (совм. с А. Джугели, С. Жгенти, А. Долидзе)

### Актёр
- 1956 — Наш двор — эпизод
- 1959 — В твоих руках жизнь — Андро Пайчадзе
- 1963 — Пока жив человек — эпизод
- 1973 — Приключения Лазаре — эпизод
- 1974 — Ночной визит — эпизод
- 1989 — Прошлое всегда с нами — друг Савле на кладбище

### Участие в фильмах
- 1992 — Параджанов: Последняя весна (документальный)

### Продюсер
- 1998 — Здесь рассвет